# Saint-Jean-Brévelay
Saint-Jean-Brévelay (tiếng Breton: Sant-Yann-Brevele) là một xã ở tỉnh Morbihan trong vùng Bretagne tây bắc Pháp. Xã này có diện tích 41,83 km², dân số năm 1999 là 2368 người. Khu vực này có độ cao từ 42-164 mét trên mực nước biển.
Cư dân của Saint-Jean-Brévelay danh xưng trong tiếng Pháp là Brévelais.